# Prismatocarpus fastigiatus
Prismatocarpus fastigiatus är en klockväxtart som beskrevs av Karel Presl och A.Dc. Prismatocarpus fastigiatus ingår i släktet Prismatocarpus och familjen klockväxter. Inga underarter finns listade i Catalogue of Life.